# Vanna Paoli
Vanna Paoli (Borgo San Lorenzo, 12 giugno 1948) è una regista cinematografica, sceneggiatrice e scrittrice italiana.

## Biografia
Vanna Paoli nasce a Borgo San Lorenzo (FI) il 12 giugno 1948. Dal 1955 si trasferisce a Firenze con la famiglia dove studia all'Istituto tecnico.
Nel 1974 si iscrive all'Università di Bologna: D.A.M.S. (Discipline Arti Musica e Spettacolo), facoltà fondata da Umberto Eco di cui è allieva. Appassionata di fotografia studia con Italo Zannier. Nel 1976 si trasferisce a Roma dove frequenta i corsi del Centro sperimentale di cinematografia e dove fonda, insieme ad altri allievi, tra cui Susanna Tamaro, il laboratorio di animazione. Vanna Paoli si diploma al Centro sperimentale nel 1978.
Il debutto come regista avviene nel 1981 con la sede Rai di Palermo, che accetta una sua proposta: Il gioco, la vita, la risata: viaggio attraverso lo spettacolo marginale in Sicilia, che vince il Premio speciale TV del 1981. Il suo interesse per lo spettacolo e in particolare per il varietà e l'avanspettacolo la portano a realizzare altri due film: I Re Maghi e Stelle, stellacce, stelline.
Nel 1987 lavora con Giuseppe Tornatore alla sceneggiatura di Nuovo Cinema Paradiso e alla ricerca del materiale di repertorio del film prodotto da Franco Cristaldi. Nel 1990 realizza il suo primo film su sua sceneggiatura dal titolo Lungo il fiume. Il film viene selezionato per il Festival di Locarno e partecipa a vari festival internazionali.
Nel 1995 realizza il suo secondo lungometraggio La casa rosa, in cui si narra la storia di Elena che, a seguito della caduta del comunismo nell'Europa orientale, può tornare in possesso della casa della sua famiglia materna. Il film viene selezionato per il Festival di Venezia del 1995.
Dal 1998 Vanna Paoli risiede a Chicago, con il marito Jay Pridmore, scrittore, conosciuto durante un seminario da lei tenuto come Visiting Professor presso la University of Chicago.
Nel 2003 realizza The Accidental Detective, tratto dal libro di Cristina Acidini La scritta sul vetro, in cui si narra del ritrovamento di una tavola del Botticelli rimasta nascosta per cinque secoli in un palazzo fiorentino. Nel 2006 gira il film a basso costo Non ci credo, con Sergio Bustric, il Mago Bakù e Carlo Monni.

## Filmografia

### Regista

#### Televisione
- Il gioco, la vita, la risata... (1981-1982)[1]
- I re maghi (1982)
- Stelle, stellacce, stelline – serie TV (1985-1986)
- La casa rosa – film TV (1995)

#### Cinema
- Stelle, stellacce, stelline – versione cinematografica (1986)[2]
- Lungo il fiume (1989)
- Non ci credo (2014)

### Sceneggiatrice

#### Cinema
- Nuovo Cinema Paradiso, regia di Giuseppe Tornatore (1988)
- Lungo il fiume, regia di Vanna Paoli (1989)
- Non ci credo, regia di Vanna Paoli (2014)

#### Televisione
- La casa rosa – film TV, regia di Vanna Paoli (1995)

### Regista, sceneggiatrice e produttrice

#### Cinema
- The Accidental Detective, regia di Vanna Paoli (2003)